# 1963
1963 (MCMLXIII) a fost un an obișnuit al calendarului gregorian, care a început într-o zi de marți.

## Evenimente

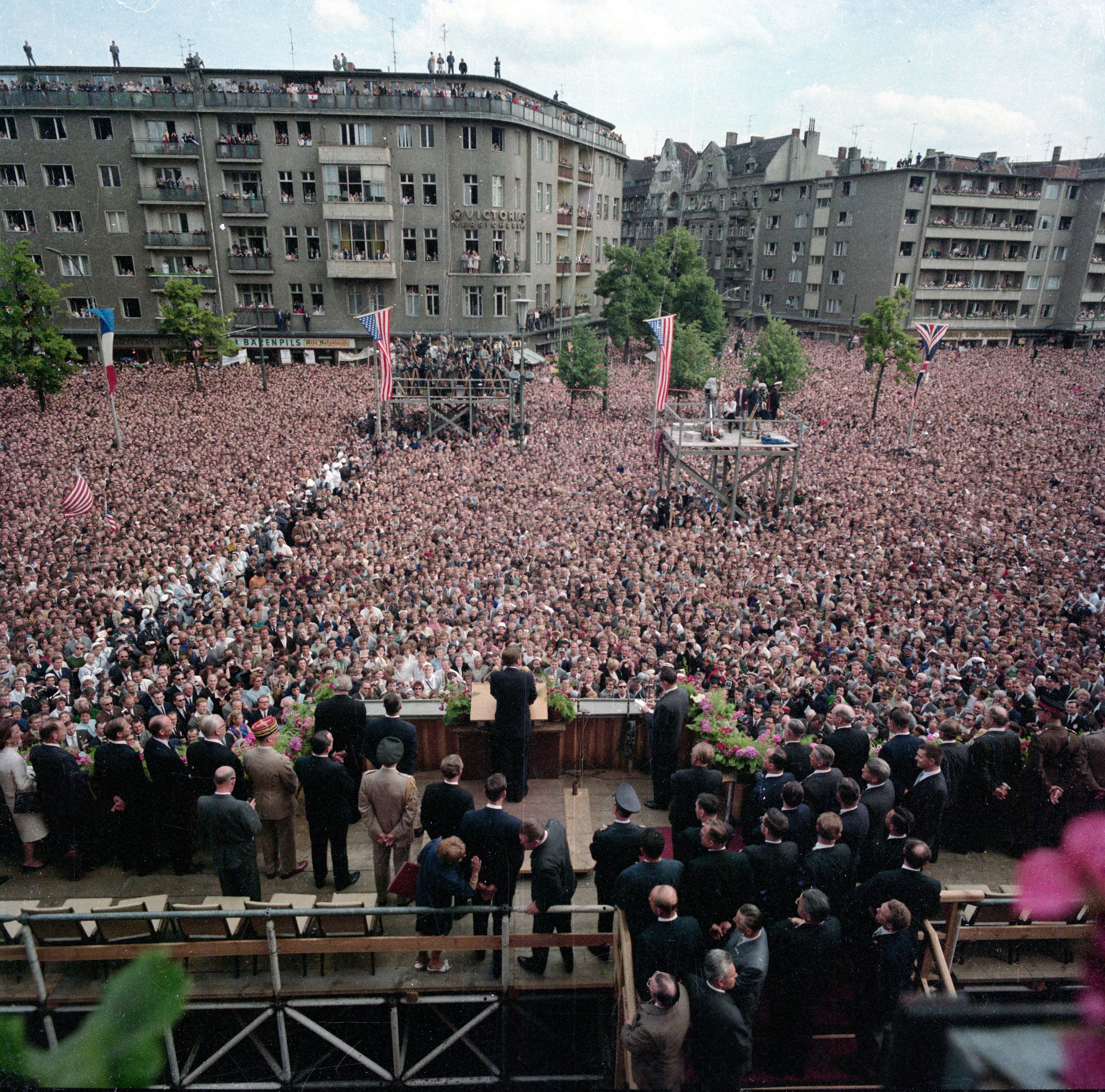
26 iunie: Discursul președintelui american, John F. Kennedy (Ich bin ein Berliner), în Rudolph Wilde Platz (astăzi John-F.-Kennedy-Platz), Berlinul de Vest, Republica Federală Germania.

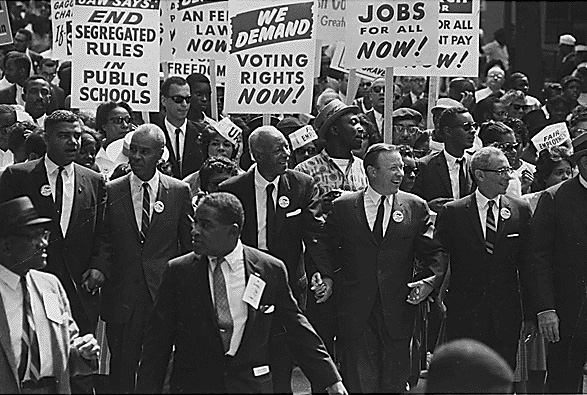
28 august: Marșul de protest de la Washington, D.C. împotriva discriminării rasiale.

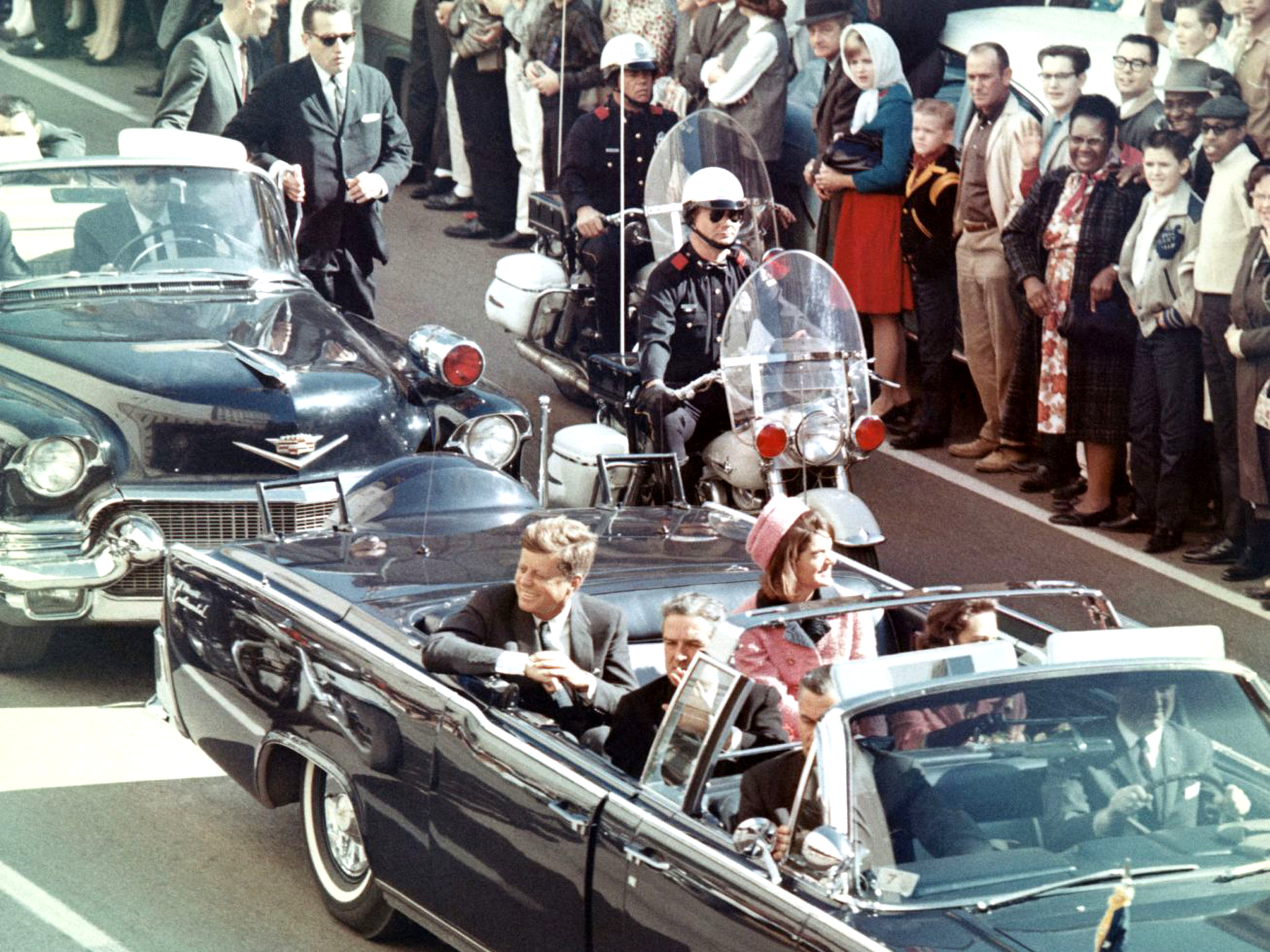
22 noiembrie: Imagine a președintelui american John F. Kennedy în limuzină, în Dallas, Texas, pe Main Street, câteva minute înainte de asasinare. De asemenea, în limuzina prezidențială se află: Jacqueline Kennedy, guvernatorul statului Texas John Connally și soția lui, Nellie.

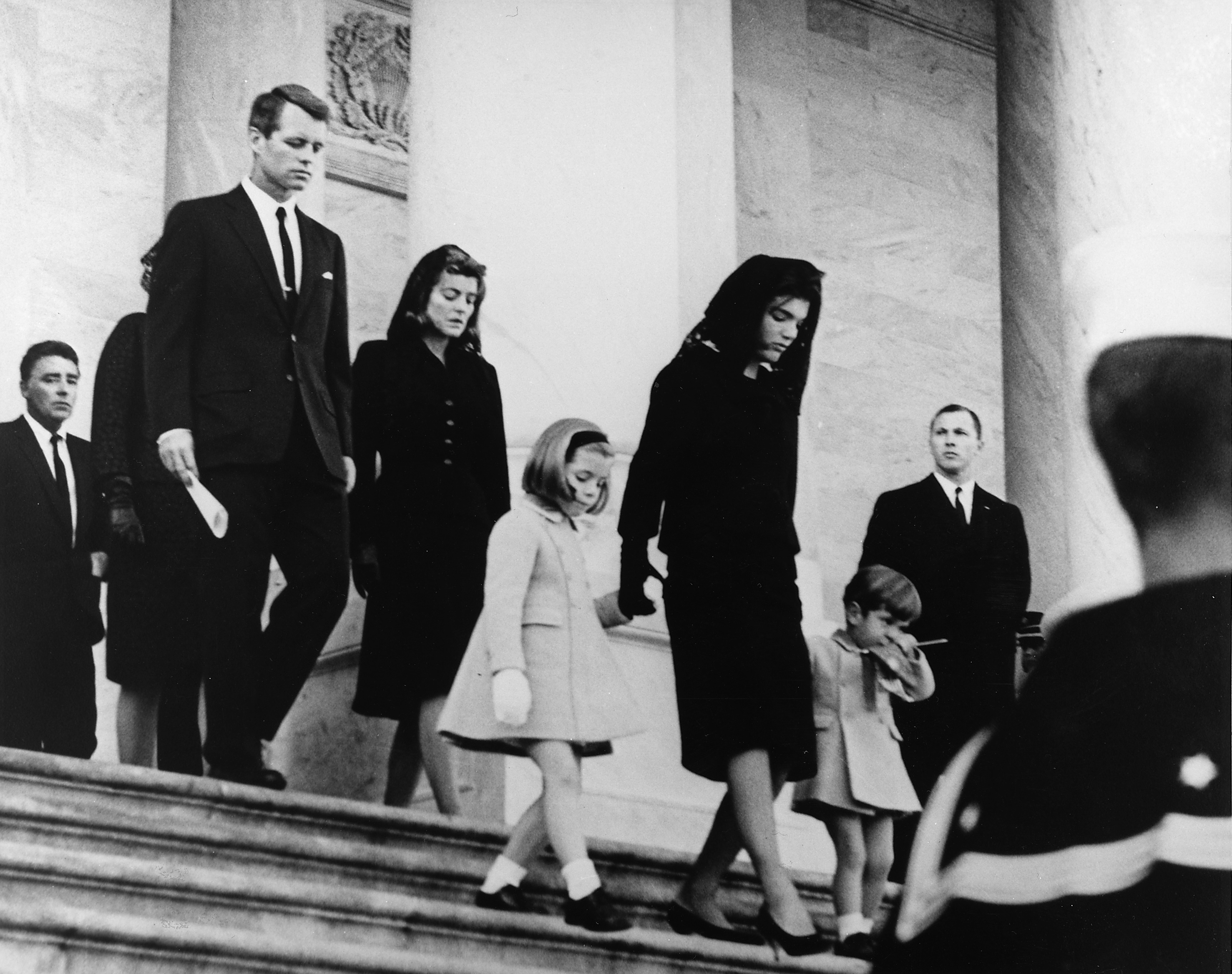
24 noiembrie: Funeraliile președintelui american, John F. Kennedy.

### Ianuarie
- 9 ianuarie: Șahul Iranului, Mohammad Reza Pahlavi, prezintă la Congresul Național de la Teheran, în 6 puncte, un program de reformă cuprinzător, care va fi cunoscut în istoria Iranului sub numele de "Revoluția Albă".
- 11 ianuarie: S-a deschis prima discotecă din lume, la Los Angeles, "Whisky a-go-go".
- 22 ianuarie: Reconcilierea franco-germană: Charles de Gaulle și Konrad Adenauer au semnat tratatul de la Elysée.
- 26 ianuarie: Programul de reformă cuprinzătoare a Revoluției Albe a șahului Mohammad Reza Pahlavi a fost adoptat într-un referendum cu o majoritate covârșitoare.

### Februarie
- 27 februarie: Femeile obțin drept de vot în Iran.

### Martie
- 4 martie: La Paris, șase oameni sunt condamnați la moarte pentru conspirație de asasinat asupra președintelui Charles de Gaulle.
- 8 martie: Lovitura de stat din Siria.
- 16 martie: A erupt vulcanul Agung din Bali, ducând la uciderea a 11.000 de oameni.
- 21 martie: S-a închis vestita închisoare Alcatraz din Statele Unite ale Americii.

### Aprilie
- 7 aprilie: Iugoslavia este proclamată republică socialistă, iar Iosip Broz Tito este numit președinte pe viață.
- 9 aprilie: Sir Winston Churchill devine cetățean de onoare al Statele Unite ale Americii.
- 11 aprilie: Enciclica Papei Ioan al XXIII-lea, Pacem in Terris.

### Mai
- 23 mai: Fidel Castro vizitează Uniunea Sovietică.

### Iunie
- 9 iunie: Primele probe cu o locomotivă electrică, s-a făcut pe tronsonul Brașov - Predeal, cu o locomotivă produsă de ASEA, Suedia.
- 14 iunie: Cosmonautul sovietic, Valery Bykovski, începe cu Vostok 5 cel mai lung zbor în spațiu, pentru o perioadă de 4 zile și 23 de ore (81 de orbite).
- 16 iunie: A fost lansată nava cosmică, Vostok-6 (URSS), pilotată de Valentina Tereșcova, prima femeie în spațiu.
- 20 iunie: Reprezentanți ai SUA și URSS au semnat un acord de instalare a "liniei fierbinți" – telefonice – între Washington, D.C. și Moscova. Ea a devenit operațională din luna august a anului 1963.
- 21 iunie: Papa Paul al VI-lea este ales de Colegiul Cardinalilor.
- 26 iunie: Exprimând sprijinul SUA pentru locuitorii Berlinului, președintele Kennedy vizitează orașul la doi ani după construirea Zidului Berlinului. Adresându-se unei mulțimi uriașe, el spune: „Astăzi, într-o lume a libertății, cea mai mare mândrie este să spun: Ich bin ein Berliner”.

### Iulie
- 26 iulie: Are loc un cutremur la Skopje, Iugoslavia, unde au decedat 1.800 de persoane.

### August
- 8 august: Are loc "Marele Jaf din Tren" - Trenul poștal de Corespondență a Casei Regale, care călătorea de la Glasgow spre Londra, a fost jefuit de o bandă formată din 15 indivizi, conduși de Bruce Reynolds. Ei au pătruns în tren și au furat 2,3 milioane lire sterline (echivalentul a aproximativ 80 de milioane dolari în 2009). Treisprezece dintre membrii grupării au fost prinși, judecați și condamnați.
- 23 august: Astronautul american, Joseph A. Walker, devine prima persoană care a zburat în spațiu de două ori.
- 28 august: Marșul de protest de la Washington, D.C. împotriva discriminării rasiale. Martin Luther King își rostește celebrul discurs care începe cu „I have a dream...”.

### Septembrie
- 1 septembrie: A luat ființă prima unitate specializată în domeniul informaticii și automatizării a Armatei române.
- 1 septembrie: Singapore devine stat independent față de Marea Britanie.

### Octombrie
- 15 octombrie: Konrad Adenauer demisionează din postul de cancelar al Germaniei.
- 16 octombrie: Ludwig Erhard devine cel de-al 2-lea cancelar al Germaniei.

### Noiembrie
- 14 noiembrie: După o erupție vulcanică sub mare în apropiere de Islanda s-a format o nouă insulă, Surtsey.
- 17 noiembrie: În Austria este inaugurat Podul Europa, care facilitează legătura între Germania și Italia, prin Tirol.
- 22 noiembrie: Asasinarea președintelui american John F. Kennedy, la Dallas, Texas, Statele Unite.
- 24 noiembrie: Au loc funeraliile președintelui american, John F. Kennedy.
- 24 noiembrie: Lee Harvey Oswald, asasinul președintelui Kennedy, este ucis de Jack Ruby, proprietar al unui club de noapte.

### Decembrie
- 1 decembrie: Ridicarea legațiilor română și britanică de la București și Londra la nivel de ambasade.
- 12 decembrie: Kenya își câștigă independența față de Marea Britanie, cu Jomo Kenyatta ca prim-ministru.
- 17 decembrie: Ridicarea legațiilor română și franceză de la București și Paris la nivel de ambasade.
- 19 decembrie: Zanzibar își câștigă independența față de Marea Britanie, ca monarhie constituțională sub sultanul Jamshid bin Abdullah.
- 23 decembrie: Se încheie prima călătorie în jurul Pământului efectuată de o navă românească, cargoul "București".

## Arte, științe, literatură și filozofie
- 22 martie: The Beatles lansează primul lor album Please Please Me în Marea Britanie.
- 27 mai: Bob Dylan lansează albumul The Freewheelin Bob Dylan.
- 18 noiembrie: Premiera filmului istoric Tudor, în regia lui Lucian Bratu.
- 22 noiembrie: The Beatles lansează cel de-al doilea lor album With the Beatles.
- Începe să fie folosit termenul Lumea a treia, pentru a desemna state în curs de dezvoltare, foste colonii din Africa, Asia și America Latină.
- La Paris, apare volumul Pantajali et le Yoga de Mircea Eliade.

## Nașteri

### Ianuarie

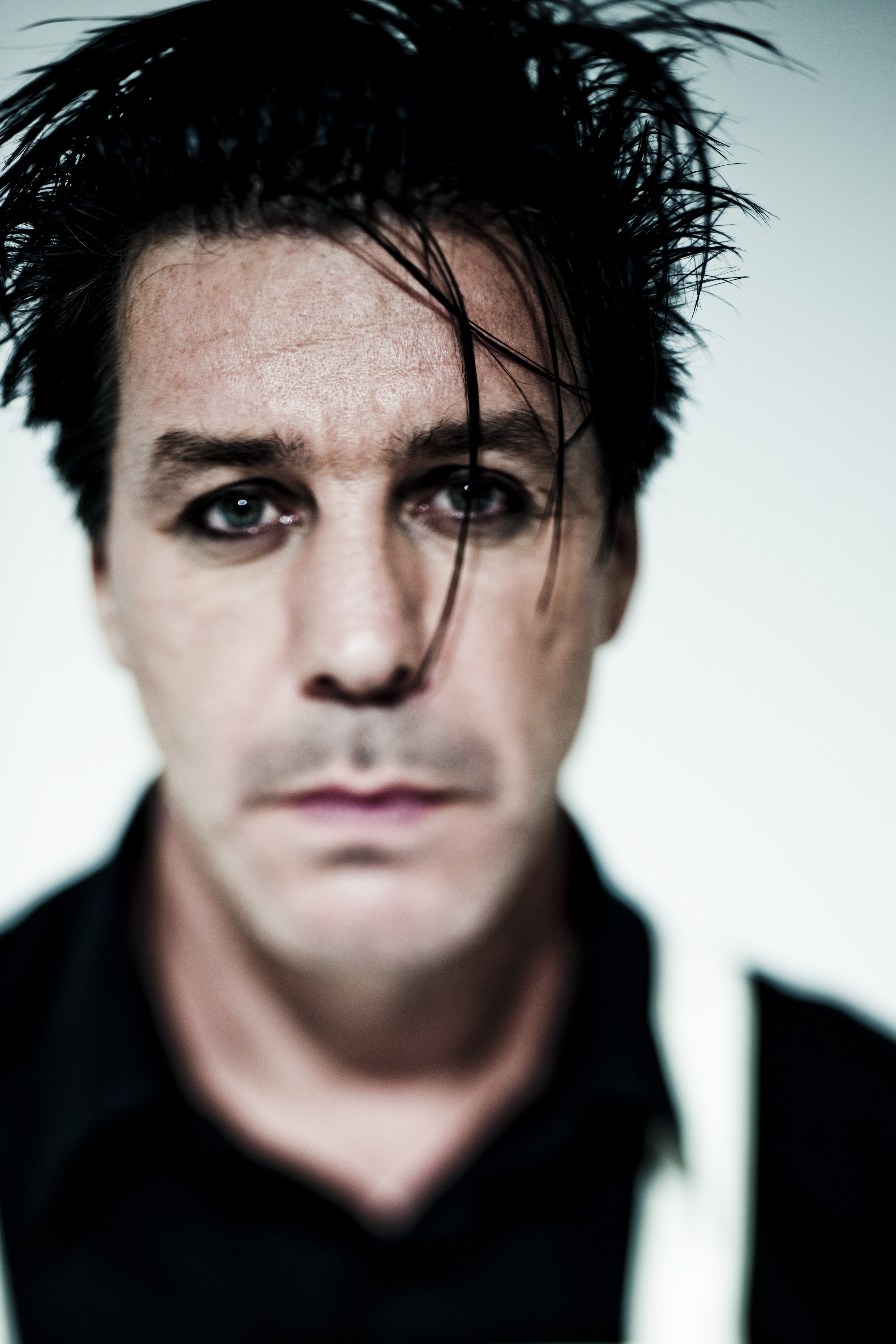
Till Lindemann, cântăreț, muzician, actor, compozitor, poet și scriitor german (Rammstein)
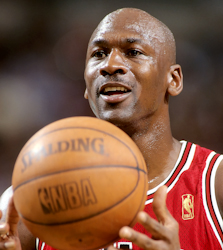
Michael Jordan, jucător american de baschet
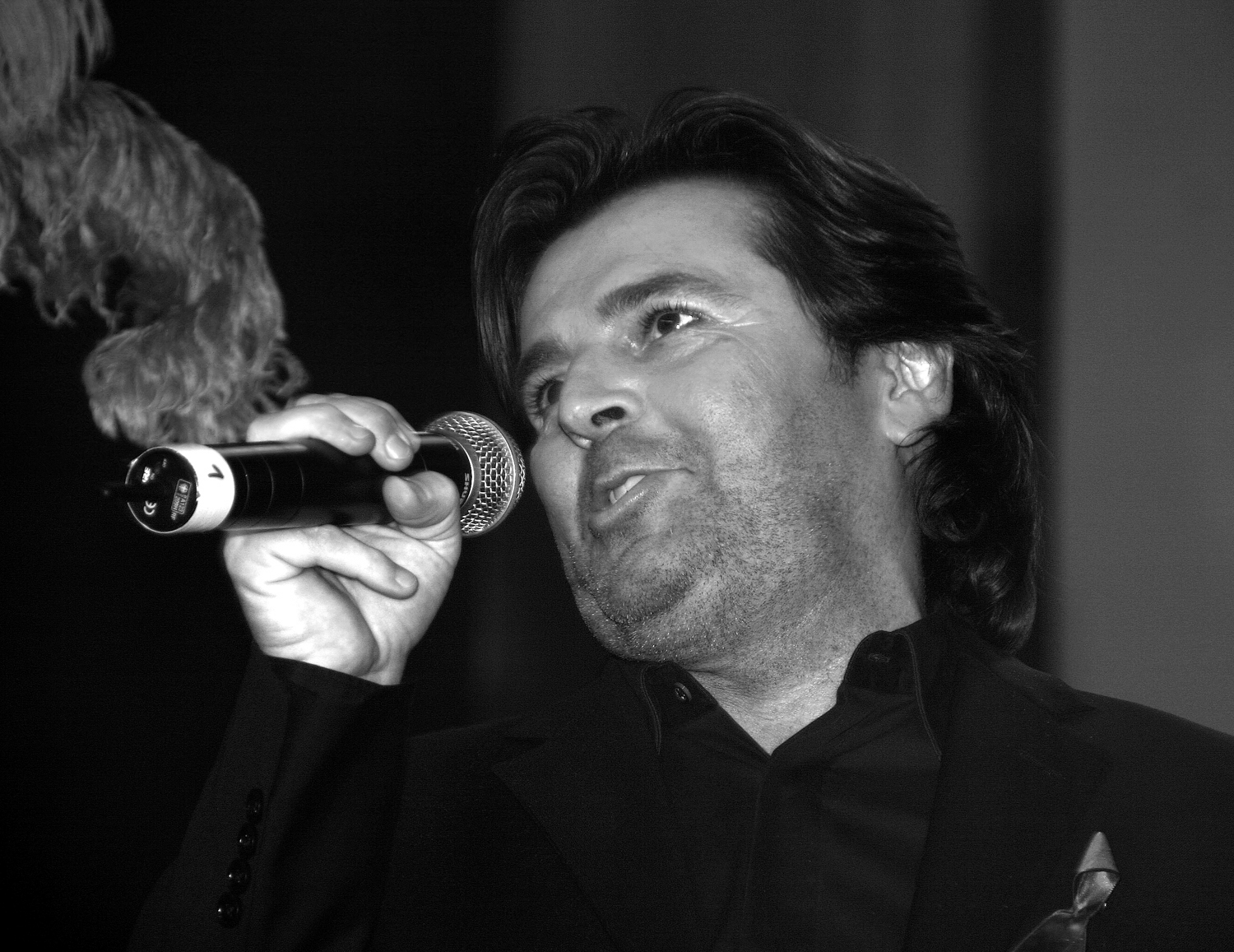
Thomas Anders, cântăreț, compozitor, textier și producător german (Modern Talking)
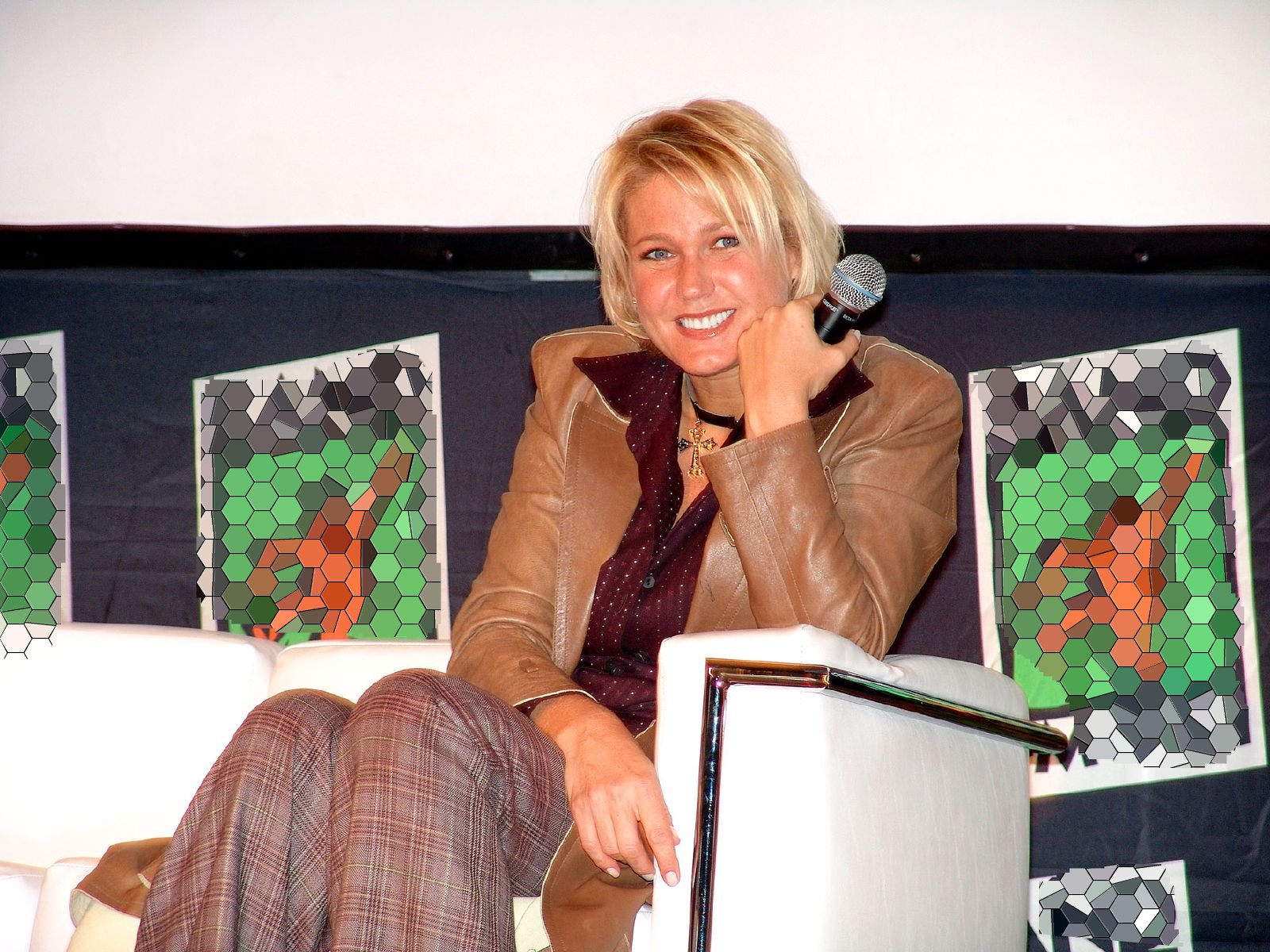
Xuxa
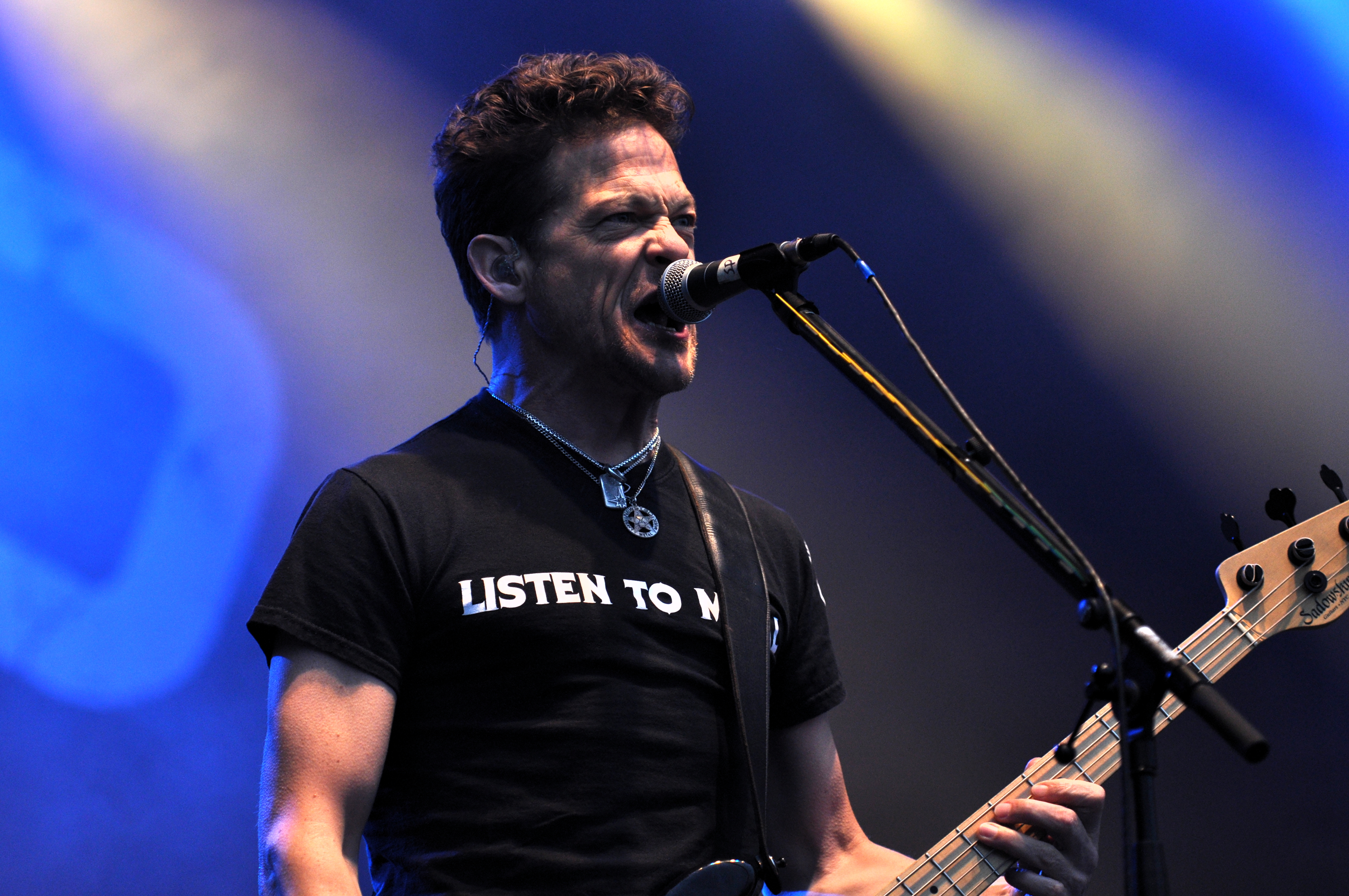
Jason Newsted, muzician, compozitor și basist american

- 3 ianuarie: Gavril Balint (Gavril Pele Balint), fotbalist român (atacant)
- 4 ianuarie: Till Lindemann, cântăreț, muzician, poet, compozitor, scriitor și actor german (Rammstein)
- 5 ianuarie: Csaba-István Sebestyén, politician român
- 7 ianuarie: Ioan Grigoraș, luptător român
- 9 ianuarie: Angela Aramă, jurnalistă din R. Moldova
- 12 ianuarie: Gheorghe Dragomir, politician român
- 16 ianuarie: Cătălin-Mugurel Flutur, politician român
- 23 ianuarie: Fodé Sylla, politician francez
- 25 ianuarie: Ryszard Czarnecki, politician polonez
- 29 ianuarie: Lia-Andreia Galic, politiciană română
- 29 ianuarie: Octave Octavian Teodorescu, muzician român
- 30 ianuarie: Thomas Brezina, scriitor austriac

### Februarie
- 1 februarie: Yasuharu Kurata, fotbalist japonez
- 2 februarie: Camelia Diaconescu, canotoare română
- 3 februarie: George Lazăr, scriitor român
- 5 februarie: Goran Jurić, fotbalist croat
- 8 februarie: Gheorghe E. Cojocaru, istoric din R. Moldova
- 9 februarie: Brian Greene, fizician american
- 9 februarie: Anișoara Minea-Sorohan, canotoare română
- 11 februarie: Octavian Motoc, politician român
- 13 februarie: Igor Kolomoisky, om de afaceri ucrainean
- 13 februarie: Ghenadie Nicu, scriitor din R. Moldova (d. 2019)
- 14 februarie: Alice Barb, actriță de teatru și regizoare română
- 14 februarie: Enrico Colantoni, actor canadian
- 15 februarie: Amalia Bălășoiu, politiciană română
- 15 februarie: Cristian Popescu Piedone, politician român
- 17 februarie: Michael Jordan, jucător american de baschet
- 19 februarie: Steluța-Gustica Cătăniciu, politician român
- 20 februarie: Oliver Mark, fotograf german
- 23 februarie: Thomas Kunze, istoric german
- 26 februarie: Elena Cârstea, muziciană română

### Martie
- 1 martie: Thomas Anders, cântăreț, textier, compozitor și producător german (Modern Talking)
- 1 martie: Theodora Șotcan, politiciană română
- 4 martie: Jason Newsted, muzician, compozitor și basist american
- 7 martie: E. L. James (n. Erika Mitchell), scriitoare britanică
- 11 martie: Marc Tarabella, politician belgian
- 15 martie: Tarun Tejpal, jurnalist indian
- 16 martie: Kevin Smith, actor neozeelandez (d. 2002)
- 19 martie: Bogdan Golik, politician polonez
- 20 martie: Jan Zahradil, politician ceh
- 23 martie: Míchel (José Miguel González Martín del Campo), fotbalist spaniol
- 27 martie: Quentin Jerome Tarantino, actor, regizor și scenarist american de film
- 27 martie: Xuxa (Maria da Graça Meneghel), cântăreață și actriță braziliană
- 28 martie: Jan Masiel, politician polonez
- 29 martie: Ioan Goanță, fotbalist român
- 30 martie: Țahiagiin Elbegdorj, politician mongol

### Aprilie
- 2 aprilie: Fabrizio Barbazza, pilot italian de Formula 1
- 2 aprilie: Mike Gascoyne, inginer britanic
- 2 aprilie: Phan Thi Kim Phuc, scriitoare canadiană
- 3 aprilie: Stevo Pendarovski, politician macedonean
- 3 aprilie: Nasrin Sotoudeh, avocat iranian
- 7 aprilie: Dumitru Chiriță, politician român
- 13 aprilie: Garry Kasparov, șahist rus
- 13 aprilie: Ovidiu Verdeș, scriitor și profesor universitar român ( d 2022)
- 15 aprilie: Beata Szydło, politiciană poloneză
- 16 aprilie: Mazen Rifai, scriitor sirian
- 18 aprilie: Siegfried Nagl, politician austriac
- 20 aprilie: Mauricio Gugelmin, pilot brazilian de Formula 1
- 21 aprilie: Tatiana Stepa, interpretă română de muzică folk (d. 2009)
- 21 aprilie: Attila Varga, politician român de etnie maghiară
- 24 aprilie: Horacio Hernandez, muzician cubanez
- 25 aprilie: Giovanni Franceschi, sportiv italian (înot)
- 25 aprilie: Mónica Ridruejo, politiciană spaniolă
- 26 aprilie: Jet Li (n. Li Lian Jie), actor chinez, maestru de arte marțiale
- 28 aprilie: Mircia Muntean, politician român

### Mai
- 3 mai: Neculai Bereanu, politician român
- 7 mai: Dariga Nazarbaeva, politiciană kazahă
- 8 mai: Anthony Field, cântăreț, actor, compozitor și producător australian (The Wiggles)
- 8 mai: Petru Hadârcă, actor din R. Moldova
- 10 mai: Cecilia Bârbora, actriță română
- 11 mai: Cornel Mihalache, jurnalist român
- 11 mai: Natasha Richardson, actriță britanică (d. 2009)
- 12 mai: Stefano Modena, pilot italian de Formula 1
- 15 mai: Markus Pieper, politician german
- 16 mai: Iulia Pataki, politiciană română
- 19 mai: Kristin Dimitrova, scriitoare și poetă bulgară
- 21 mai: Sorin-Constantin Diaconescu, politician român
- 22 mai: Maja Gojković, politiciană sârbă
- 24 mai: Ivan Capelli, pilot italian de Formula 1
- 25 mai: Ludovic Orban, politician român, prim-ministru al României (2019-2020)
- 29 mai: Ukyo Katayama, pilot japonez de Formula 1
- 29 mai: Rudolf Kocsis, sculptor român
- 31 mai: Viktor Orbán, politician maghiar, prim-ministru al Ungariei (1998-2002 și din 2010)

### Iunie

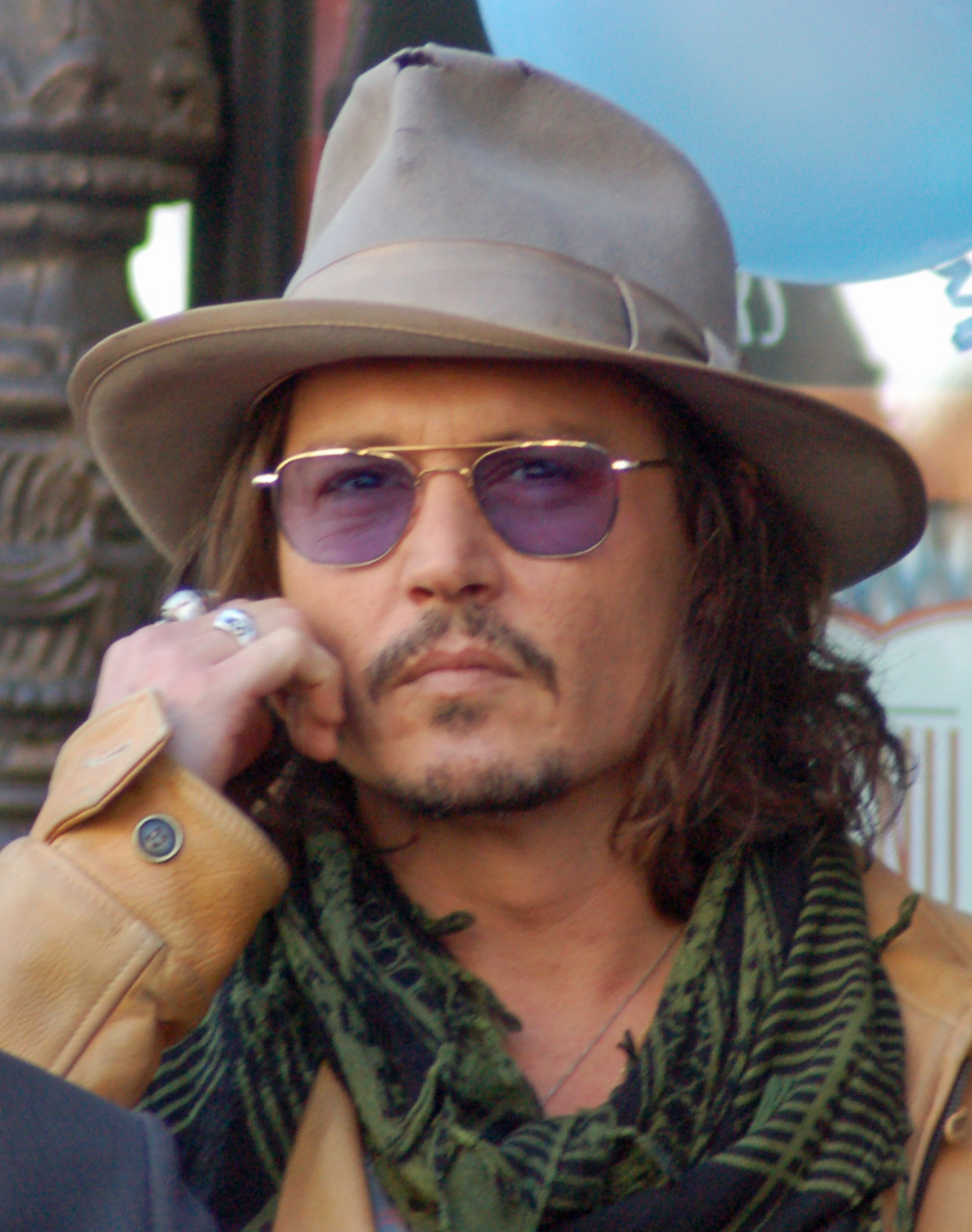
Johnny Depp, actor, muzician, producător, scenarist și regizor american
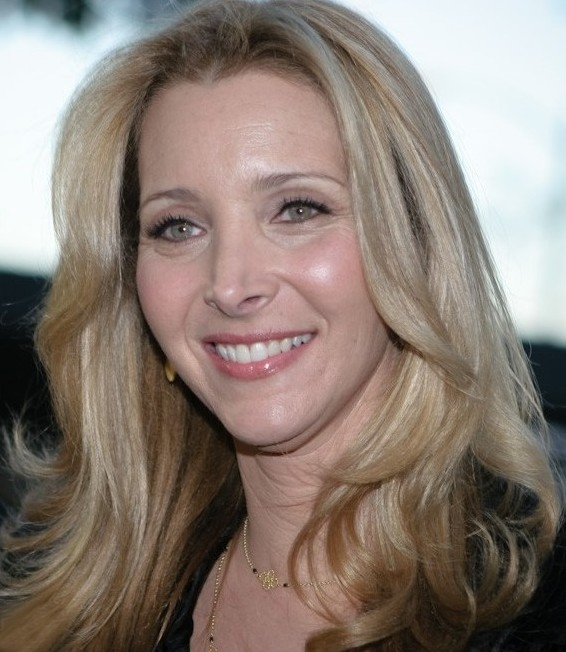
Lisa Kudrow, actriță, comediană, producătoare, cântăreață și scriitoare americană
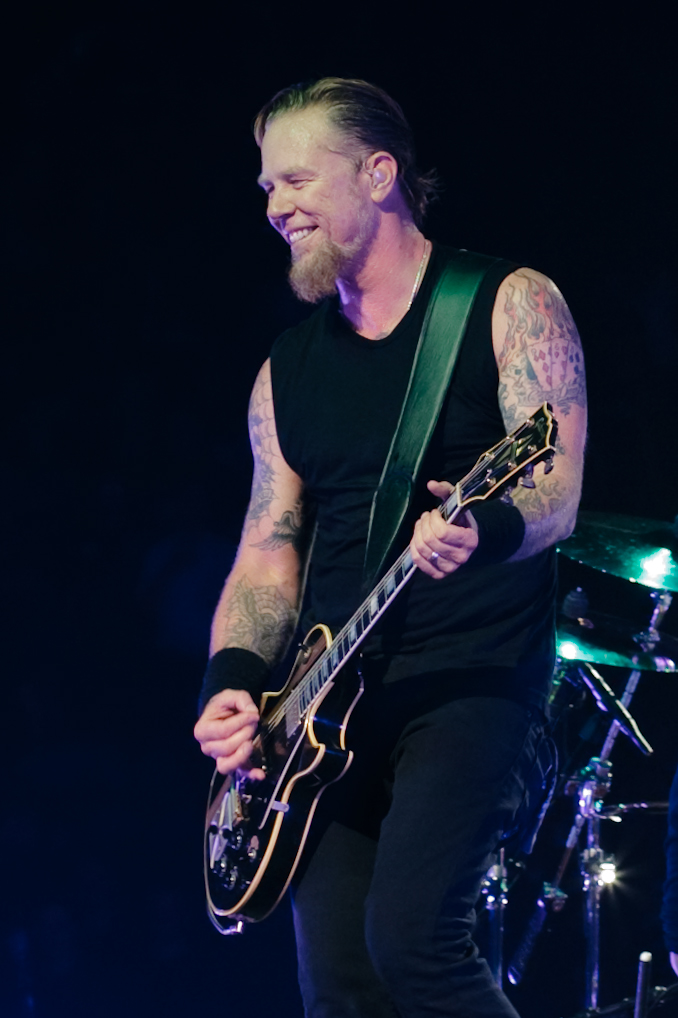
James Hetfield, muzician, căntâreț, compozitor și chitarist american (Metallica)
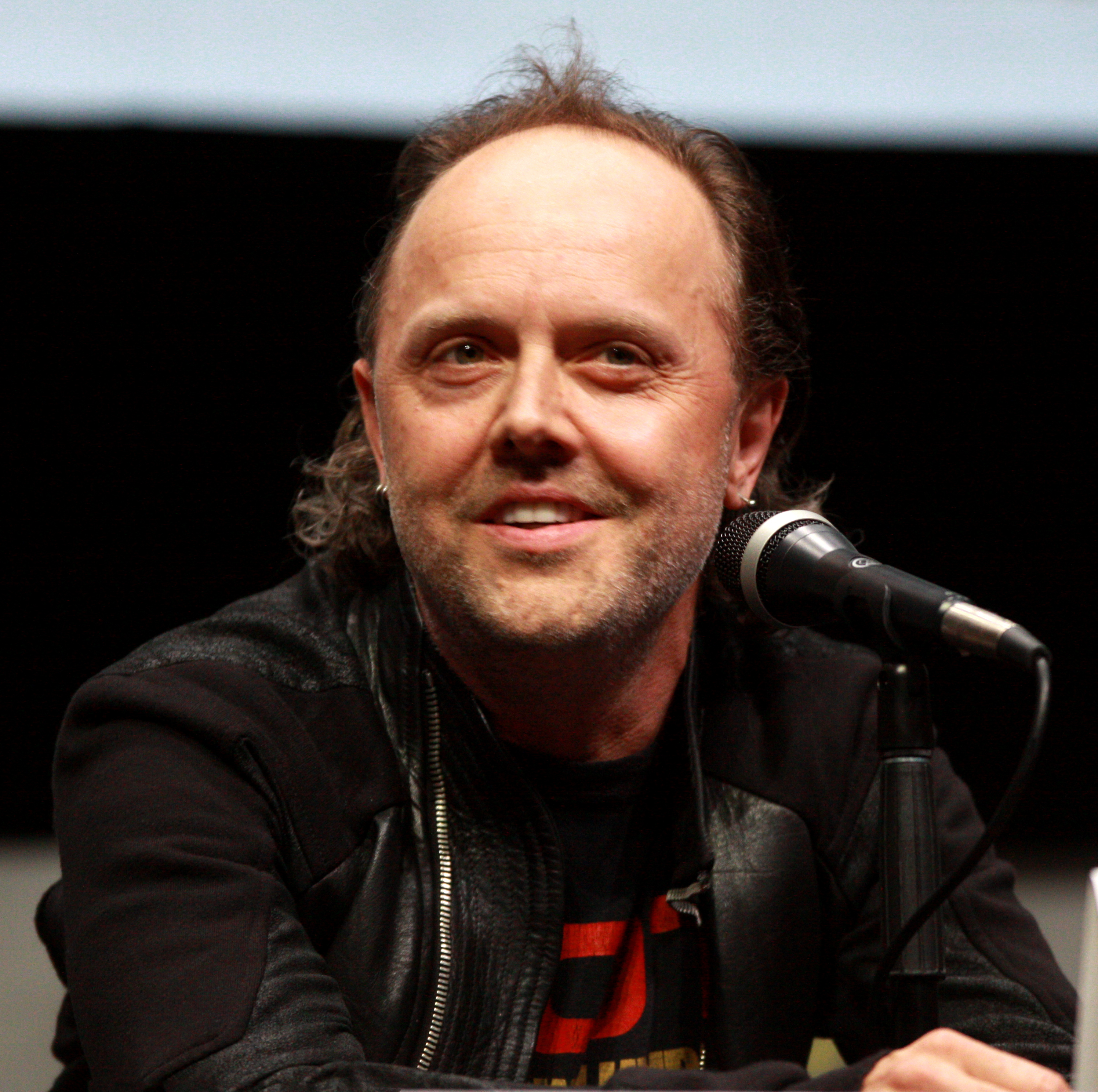
Lars Ulrich, muzician, toboșar, producător de înregistrări și compozitor danez (Metallica)

- 1 iunie: Mike Joyce, toboșar american
- 2 iunie: Nini Săpunaru, politician român
- 2 iunie: Ion Marcel Vela, politician român
- 3 iunie: Anica Dobra, actriță sârbă
- 3 iunie: Florentin Constantin Moraru, politician român
- 4 iunie: Daniela Oteșanu, politiciană română
- 6 iunie: Federico Andahazi, scriitor argentinian
- 6 iunie: Jason Isaacs (Jason Michael Isaacs), actor britanic
- 6 iunie: Adrian Titieni, actor român
- 7 iunie: Choi Sang-mok, politician sud-coreean care a ocupat funcțiile de președinte interimar și prim-ministru interimar (decembrie 2024 - martie 2025)
- 8 iunie: Agnès Clancier, romancieră franceză
- 8 iunie: Frank Grillo (Frank Anthony Grillo), actor american
- 9 iunie: Johnny Depp (Johnny Christopher Depp), actor de film, scenarist, muzician, producător și regizor american
- 12 iunie: Jerry Lynn (Jeremy Lynn), wrestler american
- 17 iunie: Greg Kinnear (Gregory Buck Kinnear), actor american
- 22 iunie: Krisztina Morvai, politiciană maghiară
- 23 iunie: Liu Cixin, scriitor chinez
- 25 iunie: George Michael (n. Geórgios Kîriákos Panagiótou), cântăreț și compozitor englez de etnie cipriotă (d. 2016)
- 29 iunie: Elena Murariu, pictor și restaurator român
- 30 iunie: Yngwie Malmsteen, muzician suedez

### Iulie
- 4 iulie: Dorel Jurcan, politician român
- 5 iulie: Adriana Bazon-Chelariu, canotoare română
- 9 iulie: Simion Furdui, politician din R. Moldova
- 9 iulie: Mircea Măluț, scriitor român
- 11 iulie: Manuel Marrero Cruz, politician cubanez, prim-ministru al Cubei
- 13 iulie: R. J. Palacio (n. Raquel Jaramillo), scriitoare americană
- 15 iulie: Ilie Petrescu, politician român
- 17 iulie: Dorel Purdea, fotbalist și antrenor român
- 20 iulie: Paula Ivan (n. Paula Ilie), atletă română
- 20 iulie: Nicolae Leahu, scriitor din R. Moldova
- 21 iulie: Pinchas Goldschmidt, rabin elvețian, savant religios și lider al comunității evreiești
- 21 iulie: Ioan Simionca, politician român
- 22 iulie: Emilio Butragueño (Emilio Butragueño Santos), fotbalist spaniol (atacant)
- 24 iulie: Nicolae Avram, politician român
- 24 iulie: Karl Malone, baschetbalist american
- 25 iulie: Vasile Cîtea, politician român
- 26 iulie: Nikolai Nenovski, economist bulgar
- 27 iulie: Donnie Yen, actor din Hong Kong
- 29 iulie: Gheorghe Onișoru, istoric român
- 30 iulie: Lisa Kudrow (Lisa Valerie Kudrow), actriță, comediană, producătoare, cântăreață și scriitoare americană
- 31 iulie: Valentina Țapiș, politiciană din R. Moldova

### August
- 1 august: Coolio, rapper, actor și producător muzical american (d. 2022)
- 3 august: James Hetfield (James Alan Hetfield), cântăreț, muzician, compozitor și chitarist american (Metallica)
- 5 august: Michel Weber, filosof belgian
- 10 august: Moses Isegawa, scriitor ugandez
- 14 august: Dumitru Ciubașenco, jurnalist din R. Moldova
- 14 august: Valentina Cozma, handbalistă română
- 15 august: Alejandro González Iñárritu, regizor de film, mexican
- 16 august: Sylvia Stolz, avocată germană
- 16 august: Marilena Vlădărău, sportivă română (gimnastică artistică)
- 17 august: Christian Ehler, politician german
- 19 august: Joey Tempest (n. Rolf Magnus Joakim Larsson), cântăreț suedez (Europe)
- 21 august: Mohammed al VI-lea, rege al Marocului (din 1999)
- 22 august: Tori Amos (n. Myra Ellen Amo), cântăreață americană
- 23 august: Petru-Sorin Marica, politician român
- 23 august: Glória Pires, actriță braziliană
- 24 august: Yrsa Sigurðardóttir, scriitoare islandeză
- 28 august: François-Noël Buffet, politician francez
- 28 august: Maria Gheorghiu, cântăreață română
- 30 august: Paul Oakenfold, DJ britanic de muzică trance
- 31 august: Horia Cristian, politician român

### Septembrie
- 1 septembrie: Carola Smit (Carola Sier-Smith), cântăreață neerlandeză
- 2 septembrie: Aurora Pleșca, canotoare română
- 3 septembrie: Mihaela Armășescu, canotoare română
- 5 septembrie: Taki Inoue, pilot japonez de Formula 1
- 6 septembrie: Ivan Hašek, fotbalist ceh
- 6 septembrie: Geert Wilders, politician neerlandez
- 8 septembrie: Gabriel Sandu, politician român
- 8 septembrie: David Lee Smith, actor american
- 10 septembrie: Monica Frassoni, politiciană italiană
- 13 septembrie: Sophie in 't Veld, politiciană neerlandeză
- 15 septembrie: Jean-Pierre Papin, fotbalist francez (atacant)
- 16 septembrie: Luc Frieden, politician și avocat luxemburghez, prim-ministru al Luxemburgului
- 16 septembrie: Hassan Hakmoun, muzician marocan
- 18 septembrie: Tudor Casapu, halterofil din R. Moldova
- 18 septembrie: Christopher Heyerdahl, actor canadian
- 19 septembrie: Paul McGuigan, regizor britanic de film
- 19 septembrie: David Seaman (David Andrew Seaman), fotbalist englez (portar)
- 21 septembrie: Cristian Cucuian, politician român
- 23 septembrie: Alex Proyas, regizor australian de film
- 28 septembrie: Érik Comas, pilot francez de Formula 1
- 29 septembrie: Adrian Ioan Vilău, politician român

### Octombrie
- 1 octombrie: Jean-Denis Délétraz, pilot elvețian de Formula 1
- 5 octombrie: Giuseppe Castiglione, politician italian
- 5 octombrie: Adil Hussain, actor indian
- 6 octombrie: Vasile Tarlev, politician din R. Moldova
- 8 octombrie: Nick Earls, romancier australian
- 9 octombrie: Anja Jaenicke, actriță germană
- 12 octombrie: Nicolae Nasta, politician român
- 13 octombrie: Cristian Topan, caricaturist român (d.2024)
- 17 octombrie: Sergio Goycochea (Sergio Javier Goycochea), fotbalist argentinian (portar)
- 17 octombrie: Radu Terinte, politician român
- 20 octombrie: Iurie Leancă, politician din R. Moldova
- 28 octombrie: Lauren Holly (Lauren Holly Michael), actriță americană
- 29 octombrie: Mihaela Huncă, politiciană română
- 31 octombrie: Rob Schneider (Robert Michael Schneider), actor, regizor și scenarist american
- 31 octombrie: Johnny Marr, muzician britanic

### Noiembrie
- 1 noiembrie: Katja Riemann, actriță germană
- 1 noiembrie: Nicu Vlad, halterofil român
- 3 noiembrie: Romeo Raicu, politician român
- 5 noiembrie: Yair Lapid, ziarist, prezentator de televiziune și politician israelian
- 7 noiembrie: Angelika Werthmann, politiciană austriacă (d. 2019)
- 9 noiembrie: Biagio Antonacci, cântăreț italian
- 10 noiembrie: Tanju Çolak, fotbalist turc (atacant)
- 14 noiembrie: Peter Fröjdfeldt, arbitru de fotbal, suedez
- 14 noiembrie: Lolita Mileavskaia, cântăreață rusă
- 15 noiembrie: Toru Sano, fotbalist japonez
- 18 noiembrie: Peter Boleslaw Schmeichel, fotbalist danez (portar)
- 20 noiembrie: Hannu Takkula, politician finlandez
- 27 noiembrie: Charlie Benante, muzician american (Heavy Metal Anthrax)
- 27 noiembrie: Roland Nilsson, fotbalist suedez
- 28 noiembrie: Manuela Mitrea, politician român

### Decembrie
- 1 decembrie: Tiberiu Bărbulețiu, politician român
- 1 decembrie: María Rodríguez Ramos, politiciană spaniolă
- 4 decembrie: Serhii Bubka, sportiv ucrainean (săritura cu prăjina)
- 5 decembrie: Michael Edwards (Michael David Edwards), schior britanic
- 7 decembrie: Ion Croitoru, wrestler canadian de etnie română (d. 2017)
- 7 decembrie: Corinne Maier, scriitoare franceză
- 9 decembrie: Marco Lucchesi, scriitor brazilian
- 10 decembrie: Doina Șnep-Bălan, canotoare română
- 15 decembrie: Cristiana Oliveira, actriță braziliană
- 16 decembrie: Viorica Dăncilă, politiciană română, prim-ministru al României (2018-2019) și președinte al PSD (2019)
- 18 decembrie: Brad Pitt (William Bradley Pitt), actor american
- 19 decembrie: Paul Rhys, actor britanic
- 21 decembrie: Dmitri Rogozin, diplomat rus
- 22 decembrie: Giuseppe Bergomi, fotbalist italian
- 22 decembrie: Silviu Prigoană, politician român (d.2024)
- 23 decembrie: Donna Tartt (Donna Louise Tartt), scriitoare americană
- 23 decembrie: Terry Weeks (Terry Wayne Weeks), cântăreț american
- 25 decembrie: Constantin Aur, pilot de raliuri român
- 25 decembrie: Zurab Todua, politician din R. Moldova
- 26 decembrie: Lars Ulrich, muzician, toboșar, producător de înregistrări și compozitor danez (Metallica)
- 27 decembrie: George Daniel Costache, politician român
- 31 decembrie: Scott Ian (Scott Ian Rosenfeld), muzician și compozitor american (Anthrax)

### Nedatate
- Adrian Filip, fotbalist român (d. 2021)

## Decese

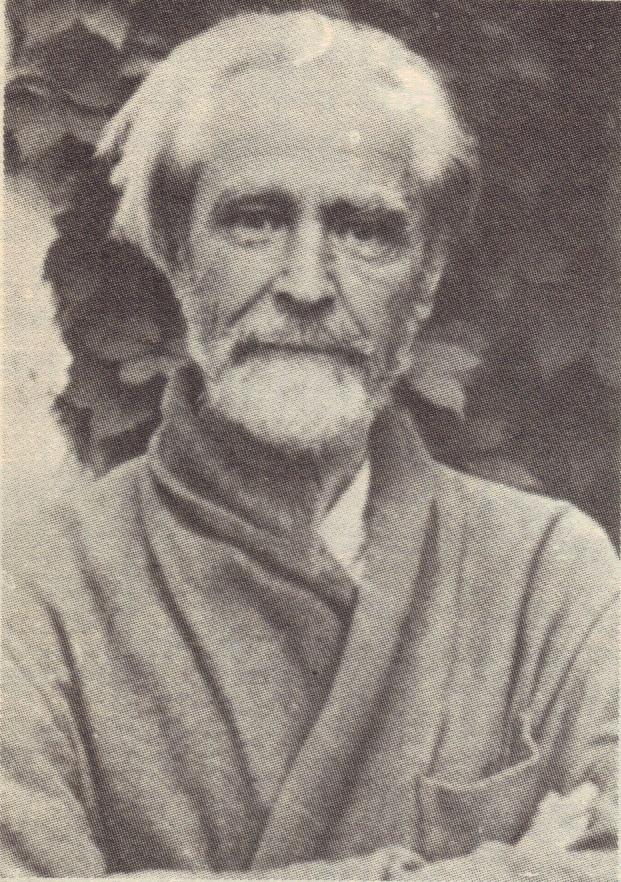
Vasile Voiculescu, dramaturg, poet, prozator și scriitor român
Maria Tănase, interpretă română de muzică tradițională și populară
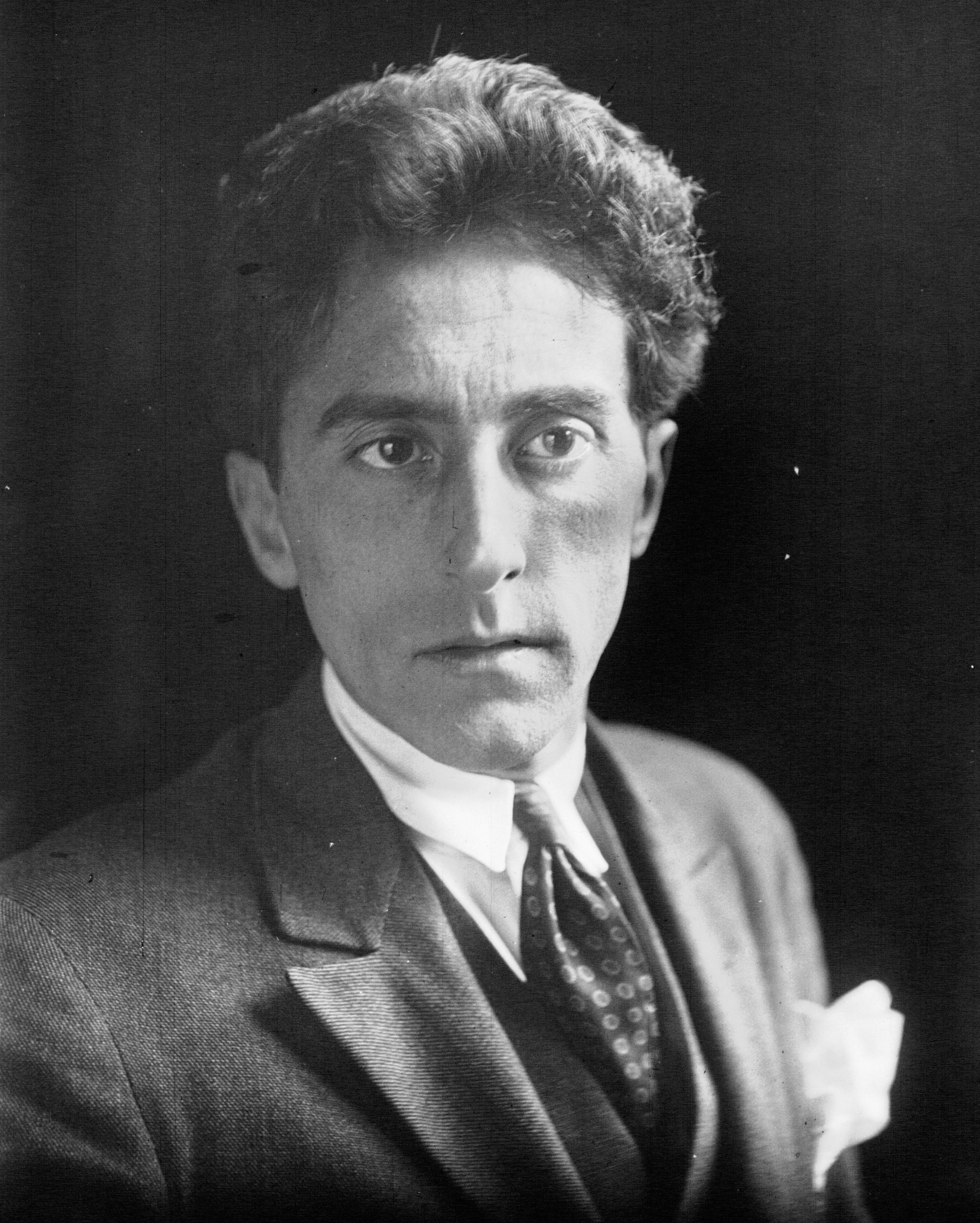
Jean Cocteau, scriitor, pictor, dramaturg, poet și cineast francez
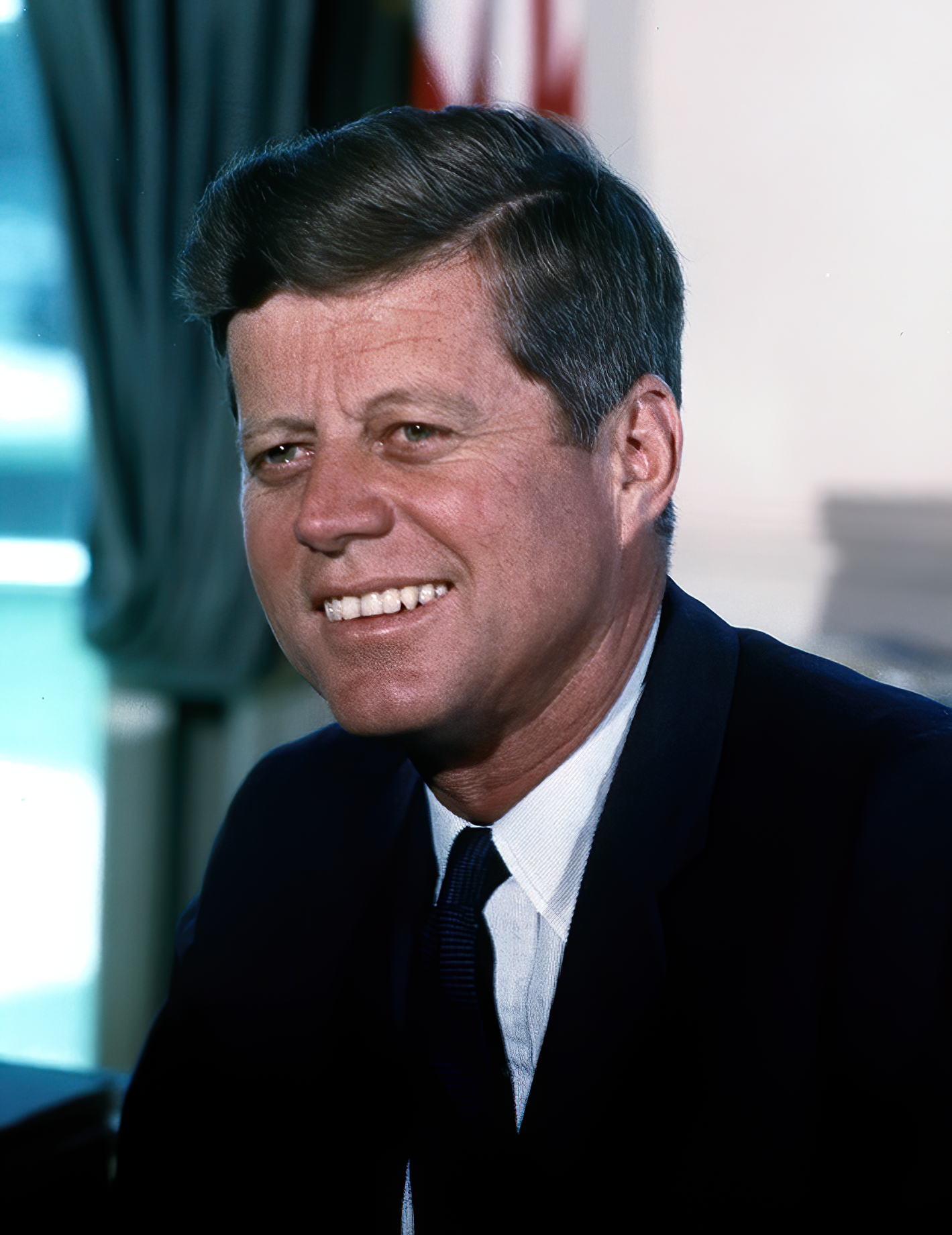
John F. Kennedy, politician american, al 35-lea președinte al Statelor Unite ale Americii

- 2 ianuarie: Jack Carson, 52 ani, actor american de etnie canadiană (n. 1910)
- 2 ianuarie: Dick Powell (Richard Ewing Powell), 58 ani, actor și cântăreț american (n. 1904)
- 29 ianuarie: Robert Frost (Robert Lee Frost), 88 ani, poet american (n. 1874)
- 5 februarie: Ion Mihalache, 80 ani, politician român (n. 1882)
- 5 februarie: Herbert Louis Samuel, 92 ani, politician britanic (n. 1870)
- 6 februarie: Marie de Régnier (n. Marie Louise Antoinette de Heredia), 87 ani, scriitoare franceză (n. 1875)
- 7 februarie: Peter Mitchell-Thomson, 49 ani, pilot britanic de curse auto (Le Mans), (n. 1913)
- 11 februarie: Sylvia Plath, 30 ani, poetă americană (n. 1932)
- 11 februarie: Niculae M. Popescu, 82 ani, istoric român (n. 1881)
- 1 martie: Felice Casorati, 79 ani, pictor italian (n. 1883)
- 5 martie: Patsy Cline (n. Virginia Patterson Hensley), 30 ani, cântăreață americană de muzică country (n. 1932)
- 10 martie: André Maschinot, 59 ani, fotbalist francez (atacant), (n. 1903)
- 11 martie: Ignat Bednarik, 81 ani, artist român (n. 1882)
- 23 aprilie: Adolph A. Chevallier, 81 ani, fotograf român (n. 1881)
- 23 aprilie: Itzhak Ben-Tzvi, 78 ani, om politic și istoric israelian, al doilea președinte al Statului Israel (n. 1884)
- 26 aprilie: Vasile Voiculescu, 78 ani, dramaturg, poet, prozator și scriitor român (n. 1884)
- 28 aprilie: Nicolae Marinescu, 78 ani, general român (n. 1884)
- 1 mai: Lope K. Santos (Lope Santos y Canseco), 83 ani, romancier filipinez (n. 1879)
- 5 mai: Nicolae Ilieșiu, 72 ani, istoric și publicist român (n. 1890)
- 5 mai: Per Jacobsson, 89 ani, economist suedez (n. 1894)
- 9 mai: Alexandru Rusu, 78 ani, episcop greco-catolic și mitropolit al Bisericii Române Unite cu Roma (n. 1884)
- 17 mai: Albert Victor Bramble, 75 ani, actor și regizor britanic de film (n. 1884)
- 19 mai: Margarethe Matzenauer, 71 ani, solistă americană de operă (soprană), de etnie română (n. 1881)
- 23 mai: August Jakobson, 58 ani, scriitor estonian (n. 1904)
- 28 mai: Ion Agârbiceanu, 80 ani, preot greco-catolic, ziarist și romancier român (n. 1882)
- 3 iunie: Papa Ioan al XXIII-lea (n. Angelo Giuseppe Roncalli), 81 ani (n. 1881)
- 11 iunie: Georges Wildenstein, 71 ani, istoric al artei, francez (n. 1892)
- 22 iunie: Maria Tănase, 49 ani, interpretă română de muzică tradițională, populară, romanțe (n. 1913)
- 27 iunie: Kōhei Ezaki, 59 ani, pictor japonez (n. 1904)
- 2 iulie: Seth Barnes Nicholson, astronom american (n. 1891)
- 14 iulie: Swami Sivananda, 75 ani, filosof indian (n. 1887)
- 23 iulie: Vasile Luca (n. László Luka), 65 ani, comunist român (n. 1898)
- 10 august: Corneliu Micloși, 76 ani, inginer român, membru al Academiei Române (n. 1887)
- 17 august: Richard Barthelmess, 88 ani, actor american de film mut (n. 1895)
- 20 august: Joan Voûte (Joan George Erardus Gijsbertus Voûte), 84 ani, astronom neerlandez (n. 1879)
- 31 august: Georges Braque, 81 ani, pictor francez, fondator (alături de Pablo Picasso) al cubismului (n. 1882)
- 4 septembrie: Robert Schuman (n. Jean-Baptiste Nicolas Robert Schuman), 77 ani, politician francez, unul dintre fondatorii Uniunii Europene (n. 1886)
- 11 septembrie: Richard Oswald, 82 ani, regizor de film austriac (n. 1880)
- 23 septembrie: Jules Cazaban (Iuliu Cazaban), 60 ani, actor român (n. 1903)
- 30 septembrie: Paul Alexiu, 70 ani, militar român (n. 1893)
- 3 octombrie: Augustin Maior, 81 ani, fizician român (n. 1882)
- 10 octombrie: Roger Sherman Hoar, 66 ani, politician american (n. 1887)
- 11 octombrie: Jean Maurice Eugène Clément Cocteau, 74 ani, poet, scriitor, dramaturg, pictor și cineast francez (n. 1889)
- 11 octombrie: Edith Piaf (n. Édith Giovanna Gassion), 48 ani, cântăreață franceză, genul "chanson" (n. 1915)
- 14 octombrie: Kurt Geißler, 61 ani, jurist nazist german (n. 1902)
- 17 octombrie: Jacques Salomon Hadamard, 97 ani, matematician francez (n. 1865)
- 21 octombrie: Kurt Wolff, 76 ani, editor german (n. 1887)
- 5 noiembrie: Luis Cernuda Bidón, 61 ani, poet spaniol (n. 1902)
- 9 noiembrie: István Karácsonyi, 55 ani, călugăr romano-catolic minorit din Arad (n. 1908)
- 19 noiembrie (dată incertă): Michael Rockefeller, antropolog american (n. 1938)
- 22 noiembrie: Aldous Leonard Huxley, 69 ani, nuvelist englez (n. 1894)
- 22 noiembrie: John F. Kennedy (John Fitzgerald Kennedy), 46 ani, politician american, al 35-lea președinte al Statelor Unite ale Americii (1961-1963), (n. 1917)
- 22 noiembrie: Clive Staples Lewis, 65 ani, scriitor englez (n. 1898)
- 26 noiembrie: Gheorghe Băgulescu, 77 ani, general și scriitor român (n. 1886)
- 9 decembrie: Teofil T. Vescan, 50 ani, fizician, profesor universitar român (n. 1913)
- 12 decembrie: Theodor Heuss, 79 ani, politician german, președinte (1949-1959), (n. 1884)
- 12 decembrie: Yasujirō Ozu, 60 ani, regizor de film, japonez (n. 1903)
- 15 decembrie: Alexandru (Leca) Morariu, 75 ani, jurnalist român (n. 1888)
- 18 decembrie: Ion Nicolau, 78 ani, medic pediatru român (n. 1885)
- 20 decembrie: Gustaw Morcinek (n. Augustin Morcinek), 72 ani, politician polonez (n. 1891)
- 25 decembrie: Tristan Tzara (n. Samuel Rosenstock), 67 ani, poet și eseist francez de etnie evreiască (n. 1896)

## Premii Nobel
- Fizică: Eugene Paul Wigner (SUA), Maria Goeppert-Mayer (SUA), Hans Jensen (Germania)
- Chimie: Karl Ziegler (Germania), Giulio Natta (Italia)
- Medicină: John Carew Eccles, Alan Lloyd Hodgkin, Andrew Fielding Huxley (Marea Britanie)
- Literatură: Giorgos Seferis (Grecia)
- Pace: Crucea Roșie, Liga Societăților Crucii Roșii